# Pothos luzonensis
Pothos luzonensis là một loài thực vật có hoa trong họ Ráy (Araceae). Loài này được (C.Presl) Schott miêu tả khoa học đầu tiên năm 1895.